# Matteo Nana
Matteo Nana (Sondrio, 25 agosto 1974) è un ex sciatore alpino italiano.
Fu uno dei punti di forza della nazionale italiana negli anni 1990; pur non avendo ottenuto successi in Coppa del Mondo, riuscì a conquistare due terzi posti.

## Biografia

### Stagioni 1993-1998
Originario di Chiesa in Valmalenco e specialista delle gare tecniche, Nana debuttò in campo internazionale ai Mondiali juniores di Montecampione/Colere 1993, ottenendo tra l'altro il 4º posto nel supergigante. Esordì in Coppa del Mondo il 19 febbraio 1995 disputando uno slalom speciale sulle nevi di Furano, senza qualificarsi per la seconda manche, e ottenne il primo podio in Coppa Europa il 12 febbraio 1996 a Kranjska Gora in slalom gigante (3º).
Ottenne il primo podio in Coppa del Mondo il 22 dicembre 1996 in slalom gigante sul difficile tracciato dell'Alta Badia, dietro a Michael von Grünigen e Steve Locher. Nella stessa stagione 1996-1997 esordì ai Campionati mondiali: a Sestriere 1997 fu 18º nello slalom gigante e 15º nello slalom speciale. I XVIII Giochi olimpici invernali di Nagano 1998 furono la sua unica presenza olimpica in carriera; si classificò 15º nello slalom gigante e 11º nello slalom speciale.

### Stagioni 1999-2007
Nel 1999 partecipò ai Mondiali di Vail/Beaver Creek (12º nello slalom gigante, 21º nello slalom speciale) e ai Campionati italiani 1999 si laureò campione nazionale di slalom gigante e di slalom speciale; all'inizio della stagione successiva, il 23 novembre 1999, ottenne il secondo e ultimo podio in Coppa del Mondo, giungendo nuovamente 3º in slalom speciale a Beaver Creek, concludendo alle spalle di Didier Plaschy e Thomas Stangassinger. 
Nel 2000 vinse il suo secondo titolo in slalom speciale ai Campionati nazionali. L'11 gennaio 2004 conquistò l'ultimo podio in Coppa Europa, a Todtnau in slalom speciale (3º), e il 19 gennaio 2005 partecipò per l'ultima volta a una gara di Coppa del Mondo, lo slalom speciale di Wengen, senza qualificarsi per la seconda manche. Continuò a prendere parte a gare minori fino al definitivo ritiro, nel marzo del 2007.

## Palmarès

### Coppa del Mondo
- Miglior piazzamento in classifica generale: 46º nel 1997 e nel 2000
- 2 podi:
  - 2 terzi posti

### Coppa Europa
- 3 podi (dati dalla stagione 1994-1995):
  - 3 terzi posti

### Campionati italiani
- 6 medaglie[1]:
  - 3 ori (slalom gigante, slalom speciale nel 1999; slalom speciale nel 2000)
  - 1 argento (combinata nel 1994)
  - 2 bronzi (combinata nel 1995; slalom speciale nel 2004)